# Charka
Charka là một thị trấn thống kê (census town) của quận Murshidabad thuộc bang Tây Bengal, Ấn Độ.

## Nhân khẩu
Theo điều tra dân số năm 2001 của Ấn Độ, Charka có dân số 5878 người. Phái nam chiếm 45% tổng số dân và phái nữ chiếm 55%. Charka có tỷ lệ 41% biết đọc biết viết, thấp hơn tỷ lệ trung bình toàn quốc là 59,5%: tỷ lệ cho phái nam là 50%, và tỷ lệ cho phái nữ là 35%. Tại Charka, 20% dân số nhỏ hơn 6 tuổi.